# فيرجينيا وليامز
فيرجينيا وليامز (بالإنجليزية: Virginia Williams)‏ هي ممثلة أمريكية، ولدت في 18 مارس 1978 بممفيس في الولايات المتحدة. بدأت مشوارها المهني سنة 1995.

## أعمال

### مسلسلات
- اكذب علي
- إن سي آي إس
- رجلان ونصف
- شابة وجائعة
- فيرونيكا مارس
- قواعد الارتباط
- كولد كيس
- كيف قابلت أمكما

## وصلات خارجية
- فيرجينيا وليامز على موقع IMDb (الإنجليزية)
- فيرجينيا وليامز على موقع ألو سيني (الفرنسية)
- فيرجينيا وليامز على موقع أول موفي (الإنجليزية)
- فيرجينيا وليامز على موقع إن إن دي بي (الإنجليزية)
- فيرجينيا وليامز على موقع قاعدة بيانات الفيلم (الإنجليزية)
- فيرجينيا وليامز على موقع كينوبويسك (الروسية)